# Mogotón
Mogotón (2107 m n. m.) je hora ve vulkanickém pohoří Cordillera Isabelia ve Střední Americe. Leží na státní hranici mezi Nikaraguou (departement Nueva Segovia) a Hondurasem (departement El Paraíso) na území přírodní rezervace Cordillera Dipilto y Jalapa. Jedná se o nejvyšší horu Nikaraguy.